# MMX Mineração
Pour les articles homonymes, voir MMX.
MMX, exactement MMX Mineracao e Metalicos S.A., est une entreprise brésilienne du groupe EBX, et faisant partie de l'indice Bovespa, le principal indice boursier de la bourse de São Paulo. Son deuxième actionnaire est le groupe sidérurgique Wuhan.
Elle possède et exploite des mines de fer, le minerai de base à la production d'acier.
Elle s'est déclarée en faillite en novembre 2016.